# پرخاش (میناب)
پرخاش یک روستا در ایران است که در دهستان درپهن واقع شده‌است.